# Johns Hopkins
Johns Hopkins (Gambrills, 19 maggio 1795 – Baltimora, 24 dicembre 1873) è stato un imprenditore e filantropo statunitense.

## Biografia
Hopkins nacque e crebbe in una famiglia di Quaccheri, proprietari di una vasta piantagione di tabacco. Il nome Johns l'aveva ereditato da suo nonno Johns Hopkins, il cui padre Gerard Hopkins aveva così reso omaggio alla famiglia di sua moglie, Margaret Johns. Nel 1807 liberarono gli schiavi, così Johns e i suoi fratelli dovettero andare a lavorare il terreno. Hopkins si innamorò di una sua cugina, Elisabeth, ma i suoi genitori gli impedirono di sposarla. Questo era dovuto al forte pregiudizio dei quaccheri nei confronti dei matrimoni tra cugini.
Hopkins fondò un'impresa con Jonathan Moore. Quest'ultimo abbandonò presto il suo posto, a causa della venalità del socio. L'impresa venne così proseguita dai fratelli Hopkins e fu chiamata Hopkins e Fratelli. Si occupavano del commercio di alcolici, soprattutto di whisky. Proprio in questo momento della sua vita fece fortuna.
Alla sua morte, nel 1873, lasciò in eredità 7 milioni di dollari, che, come scrisse nel testamento, dovevano essere investiti per la costruzione di un'università e un ospedale recanti il suo nome. Questi furono costruiti a Baltimora nel 1876 con il nome di Università Johns Hopkins e Johns Hopkins Hospital.